# Retirada de tropas estadounidenses de Irak (2007-2011)
La primera retirada de tropas estadounidenses de Irak comenzó en diciembre de 2007 con el final del envío de tropas militares estacionales en ese año, hasta la salida del último reducto estadounidense de importancia en diciembre de 2011, poniendo fin, de forma formal aunque no práctica, a la guerra de Irak. El número de fuerzas militares estadounidenses en el país árabe alcanzó un máximo de 170.300 en noviembre del primer año de la retirada.
La retirada de las fuerzas militares estadounidenses de Irak fue un tema polémico en Estados Unidos durante gran parte de la década de 2000. A medida que la guerra avanzaba desde su fase inicial por la invasión en 2003 hasta una ocupación que duró casi una década, la opinión pública estadounidense se inclinó a favorecer la retirada de las tropas; en mayo de 2007, el 55% de los estadounidenses creían que la guerra de Irak fue un error y el 51% de los votantes registrados favorecían la retirada de las tropas. A finales de abril de 2007, el Congreso aprobó un proyecto de ley de gastos suplementarios para Irak que fijó una fecha límite para el retiro de tropas, pero el presidente George W. Bush vetó este proyecto de ley, citando sus preocupaciones sobre el establecimiento de un plazo de retiro. Posteriormente, la Administración Bush buscó un acuerdo con el gobierno iraquí, y en 2008 George W. Bush firmó el Acuerdo sobre el Estatuto de las Fuerzas entre Estados Unidos e Irak. Incluía una fecha límite del 31 de diciembre de 2011, antes del cual "todas las fuerzas de los Estados Unidos se retirarán de todo el territorio iraquí". Las últimas tropas estadounidenses salieron de Irak el 18 de diciembre de 2011, de conformidad con este acuerdo.
En 2014, el avance del Estado Islámico de Irak y el Levante (ISIL) desde Siria a las gobernaciones occidentales de Irak llevó a Estados Unidos a intervenir nuevamente, junto con otros ejércitos, para combatir al ISIL. En enero de 2019, el secretario Mike Pompeo calculó el número de tropas estadounidenses en Irak en aproximadamente 5.000. A principios de 2020, el parlamento iraquí votó para retirar todas las tropas restantes y el primer ministro iraquí le dijo a Estados Unidos que comenzara a trabajar en la retirada de las tropas.

## Formulación de planes de retiro

### Retiros bajo la Administración Bush
El 13 de septiembre de 2007, el presidente Bush anunció que las 168.000 tropas estadounidenses en Irak en ese momento se reducirían en 5.700 para Navidad y que se retirarían tropas adicionales, lo que reduciría el nivel total de tropas estadounidenses de 20 a 15 brigadas de combate para julio de 2008. Por a finales de 2008, las tropas estadounidenses en Irak se habían reducido a 146.000.

### Acuerdo sobre el estatuto de las fuerzas entre Estados Unidos e Irak de 2008
En 2008, los gobiernos estadounidense e iraquí firmaron el Acuerdo sobre el Estatuto de las Fuerzas entre Estados Unidos e Irak. Incluía una fecha específica, el 30 de junio de 2009, en la que las fuerzas estadounidenses deberían retirarse de las ciudades iraquíes, y una fecha de retirada completa del territorio iraquí antes del 31 de diciembre de 2011. El 14 de diciembre de 2008, el entonces presidente George W. Bush firmó el acuerdo de seguridad con Irak. En su cuarto y último viaje a Irak, el presidente Bush apareció en una conferencia de prensa televisada con el primer ministro iraquí Nuri al Maliki para celebrar el acuerdo y aplaudió los avances en materia de seguridad en Irak diciendo que hace apenas dos años "tal acuerdo parecía imposible".

### Retiro bajo la Administración Obama
El 27 de febrero de 2009, en el Marine Corps Base Camp Lejeune en Carolina del Norte, el presidente Barack Obama anunció su revisión de la fecha original de retirada de las tropas de combate de Irak. La revisión tenía por objeto ampliar la fecha original del 30 de junio de 2009 por 10 meses más, hasta el 31 de agosto de 2010. El presidente Obama reafirmó su compromiso con la fecha original de retirada completa del 31 de diciembre de 2011, establecida por el acuerdo entre la administración Bush y el gobierno iraquí. El presidente Obama definió la tarea de la fuerza de transición como "entrenar, equipar y asesorar a las fuerzas de seguridad iraquíes siempre que no sean sectarias; llevar a cabo misiones antiterroristas selectivas; y proteger nuestros esfuerzos civiles y militares en curso dentro de Irak".

## Biografía
- Anthony Arnove, Iraq: The Logic of Withdrawal. Haymarket Books, Chicago, 2006.
- Malorie R. Medellin, "Iraq: Pull-out Rundown," Current (Winter 2007): 9.
- George McGovern and William Roe Polk, Out of Iraq: A Practical Plan for Withdrawal Now. Simon & Schuster, New York, 2006.

- Datos: Q4118977
- Multimedia: Withdrawal of United States troops from Iraq (2007–2011) / Q4118977